# Bely (oblast de Tver)
Pour les articles homonymes, voir Bely.
Bely (en russe : Белый) est une ville de l'oblast de Tver, en Russie, et le centre administratif du raïon Belski. Sa population s'élevait à 3 432 habitants en 2014.

## Géographie
Bely est arrosée par la rivière Obcha et se trouve à 214 km au sud-ouest de Tver et à 293 km à l'ouest de Moscou.

## Histoire
Bely est le mot russe pour « blanc », mais on peut se demander pourquoi l'adjectif a été appliqué à cette ville. En 1359, ce fut d'abord un fort dans la principauté de Smolensk, et passa à la Lituanie à la fin du siècle. Au XVe siècle, Bely devint un siège de la filiale de Belsky de la maison régnante de Gediminas. La ville fut envahie par la Moscovie en 1503. Trois ans plus tard, un formidable château fut construit, que les Lituaniens assiégèrent en 1508. La ville fut soumise à la république des Deux Nations polono-lituanienne entre 1618 et 1654.

## Population
Recensements (*) ou estimations de la population
| 1856  | 1897* | 1913   | 1926* | 1959* | 1970* |
| ----- | ----- | ------ | ----- | ----- | ----- |
| 6 200 | 6 952 | 13 600 | 6 911 | 4 126 | 4 846 |

| 1979* | 1989* | 2002* | 2010* | 2013  | 2014  |
| ----- | ----- | ----- | ----- | ----- | ----- |
| 4 945 | 5 228 | 4 350 | 3 772 | 3 558 | 3 432 |